# Fred L. Turner
Fred L. Turner (6 de enero de 1933 - 7 de enero de 2013) fue presidente y director general de McDonald's.

## Biografía
Creció en Des Moines y Chicago. En 1954 obtuvo una licenciatura de la Universidad Drake. Turner más tarde recibió un doctorado honoris causa de Drake y de la Universidad Johnson & Wales. Después de su graduación sirvió dos años en el ejército de los Estados Unidos y a su regreso obtuvo un empleo en McDonald's. 

## Vicepresidente deMcDonald's
Turner comenzó como operador de la parrilla, pero rápidamente promocionó y fue nombrado vicepresidente de operaciones en 1958. Llegó a vicepresidente ejecutivo en 1967. Turner se desempeñó como director general de 1978 a 1983 y sustituiría a Ray Kroc como presidente en 1977. Ray Kroc siguió  siendo su superior, con la figura de Senior Chairman, hasta su muerte en 1984; Turner asumió este papel en 1990 y se retiró en 2004. Desde 2004, hasta su fallecimiento, fue el “Presidente Honorario” de McDonald's.
Se considera que ha sido una influencia en las operaciones de McDonald's, tanto como su principal impulsor, Ray Kroc. Bajo su liderazgo se dieron las expansiones masivas de McDonald's, que tras su presidencia operaba en 135 países, con más de 300 tiendas.
Turner también desempeñó el cargo de director de Aon, Baxter International y Grainger. Era miembro del Bohemian Club.